# Duc de Richelieu

Richelieu: De plata, tres xebrons de gules.

El Ducat de Richelieu fou un títol de l'alta noblesa de França creat el 26 de novembre de 1629 pel cardenal Richelieu que, com a clergue, no podia transmetre'l a cap possible descendent. Per això va llegar-lo al seu renebot, Armand Jean de Vignerot, net de la seva germana gran Françoise (1577-1615), que s'havia casat amb René de Vignerot, senyor de Pontcourlay.
Armand Jean de Vignerot va afegir el cognom du Plessis al seu, va prendre l'escut d'armes del cardenal (de plata tres xebrons de gules 'sense mesclar-se els uns amb els altres') i va rebre el títol de duc de Richelieu i par de França per cartes de patent el 1657.
Va haver-hi dues restitucions del títol, el 1822 i el 1879. De fet, Armand Emmanuel du Plessis, duc de Richelieu, va morir sense cap hereter, però va obtenir permís per deixar el títol al net de la seva germana Simplicie, filla d'Antoine-Pierre de La Chapelle de Saint-Jean de Jumilhac, amb la restitució als descendents del germà petit d'aquell que morís sense cap hereter masculí, com així va ocórrer, ja que el títol va passar al seu nebot.
El títol va extingir-se el 1952 amb el 8è duc, fill del 7è duc de Richelieu i d'Alice Heine (1858-1925). Alice va quedar-se vídua el 1880 i tornà a casar-se amb el príncep Albert I de Mònaco el 1889.

## Llistat cronològic dels ducs de Richelieu
1. 1629-1642: Armand-Jean du Plessis de Richelieu (1585-1642), cardenal, I duc de Richelieu, primer ministre d'Estat durant el regnat de Lluís XIII.
2. 1657-1715: Armand Jean de Vignerot du Plessis (1639-1715), II duc de Richelieu, renebot de l'anterior.
3. 1715-1788: Louis François Armand de Vignerot du Plessis (1696-1788), III duc de Richelieu, mariscal de França, fill de l'anterior.
4. 1788-1791: Louis Antoine Sophie de Vignerot du Plessis, IV duc de Richelieu, fill de l'anterior.
5. 1791-1822: Armand Emmanuel de Vignerot du Plessis (1766-1822), V duc de Richelieu, president del Consell de Ministres de França i ministre d'Afers Exteriors, fill de l'anterior.
6. 1822-1879: Armand François Odet de La Chapelle de Saint-Jean de Jumilhac (1804-1879), VI duc de Richelieu, renebot de l'anterior.
7. 1879-1880: Richard Armand Marie Odet de La Chapelle de Saint-Jean de Jumilhac (1847-1880), VII duc de Richelieu, nebot de l'anterior.
8. 1880-1952: Jean Armand Marie Odet de La Chapelle de Saint-Jean de Jumilhac (1875-1952), VIII i últim duc de Richelieu, fill de l'anterior.